# Tuttlingen (huyện)
Tuttlingen là một huyện (Landkreis) ở phía nam của Baden-Württemberg, Đức. Đô thị này có diện tích km², dân số thời điểm 31 tháng 12 năm 2006 là người. Các huyện giáp ranh (từ phía bắc theo chiều kim đồng hồ) là: Rottweil, Zollernalbkreis, Sigmaringen, Constance và Schwarzwald-Baar.

## Lịch sử
Huyện này có lịch sử từ Oberamt Tuttlingen, một đơn vị được lập năm 1806. Sau nhiều lần thay đổi nhỏ, đơn vị này đã được sáp nhập với Oberamt Spaichingen và chuyển thành huyện vào năm 1938. Năm 1973, huyện này đã được mở rộng với một số đô thị từ các huyện bị giải thể Donaueschingen và Stockach.

## Địa lý
Cảnh quan của huyện gồm các đồi thuộc Swabian Alb, sông Danube là sông chính chảy qua huyện.

## Huy hiệu
| Coat of arms | Huy hiệu của huyện gồm sừng hươu bên trên, một biểu tượng của bang Württemberg. Khu vực ngày nay là huyện đã thuộc Württemberg vào thế kỷ 14. Một nửa bánh xe ở dưới là biểu tượng các lãnh chúa của Hohenberg, đại diện một phần sở hữu Áo ở huyện. |

## Xã và đô thị
| Thị trấn                                                                                                   | Xã | |
| --- | --- | --- |
| 1. Fridingen an der Donau 2. Geisingen 3. Mühlheim an der Donau 4. Spaichingen 5. Trossingen 6. Tuttlingen | 1. Aldingen 2. Balgheim 3. Bärenthal 4. Böttingen 5. Bubsheim 6. Buchheim 7. Deilingen 8. Denkingen 9. Dürbheim 10. Durchhausen 11. Egesheim 12. Emmingen-Liptingen 13. Frittlingen 14. Gosheim 15. Gunningen | 1. Hausen ob Verena 2. Immendingen 3. Irndorf 4. Kolbingen 5. Königsheim 6. Mahlstetten 7. Neuhausen ob Eck 8. Reichenbach am Heuberg 9. Renquishausen 10. Rietheim-Weilheim 11. Seitingen-Oberflacht 12. Talheim 13. Wehingen 14. Wurmlingen |